# 鍾應問
鍾應問（16世紀—1640年代），字我叩，號昆湖，江西贛州府龍南縣象塘堡人，明朝政治人物。

## 生平
鍾應問是其父母的遺腹子，八歲喪母，篤志力學，到萬曆四十三年（1615年）的舉人，當時九連山流寇劫掠龍南，他就率兵剿滅，又竭力重修學校城池，之後出任荊州推官，任內執法廉明，人民建生祠祭祀，在任內去世，惠王朱常潤賜祭葬，御史徐養心為他修墓，入祀鄉賢祠。

## 引用
1. 1 2  道光《龍南縣志·卷七·志人物》：鍾應問，字我叩，號昆湖，象塘堡人，遺腹生，八齡喪母，篤志力學，萬歷乙卯舉於鄉，時值九連山草寇劫掠，應問統兵捕勦、蕩洗寇穴，竭力倡修學校城池，授湖廣荊州府司理，廉介清明、執法平允，士民建生祠，卒於任，一棺之外了無餘物，惠藩賜祭櫬歸，直指徐養心修其塋，祀鄉賢。 以上俱前志，新舊府志
2. ↑  乾隆《贛州府志·卷五十·人物志》：鍾應問，字我叩，號昆湖，龍南人，萬厯四十三年舉於鄉，時值九連山草寇刦掠，應問統兵捕勦、蕩洗巢穴，倡修學校城池，授湖廣荊州府司理，廉介清明、執法平允，士民建生祠，卒於任，祀鄉賢。 竇志，龍南志